# Serafino (film)
Serafino è un film del 1968 diretto da Pietro Germi.

## Trama
Sui monti confinanti tra Lazio, Abruzzo, Umbria e Marche, nel Comune di Arquata del Tronto, vive il giovane Serafino Fiorin, pastore del gregge dell'avaro zio Agenore e della bonaria zia Gesuina. Egli, esentato dal servizio militare a Milano, diventa l'amante della cugina Lidia, figlia di Agenore. Nel frattempo, Serafino intraprende pure una relazione con Asmara, una prostituta che cerca mediante questo mestiere di garantire un futuro ai suoi quattro bambini. Quando la zia Gesuina muore d'infarto, Serafino, che era il suo prediletto, si trova erede di tutti i suoi beni e comincia a fare una generosa beneficenza ai suoi amici più poveri, arrivando però a dar l'impressione di voler dilapidare il patrimonio.
Facendo leva su questa prodigalità, lo zio Agenore fa inabilitare il nipote, che mantiene la capacità di contrarre matrimonio. Questo avvenimento non turba Serafino, che accetta di passare una notte nella camera di Lidia. Lì, però, lo aspetta lo zio Agenore che lo costringe ad accettare le nozze con la figlia. Giunto in chiesa per il matrimonio, Serafino dice "sì" molte volte, ma in modo sbagliato, davanti al celebrante. Sposerà alla fine Asmara, per creare insieme a lei un nuovo tipo di famiglia, adatto al suo spirito indipendente e scanzonato.

## Produzione
(Gino Santercole)

### Riprese
Il film è stato girato in massima parte nel comune di Arquata del Tronto e nelle sue frazioni, tra le quali spiccano Spelonga e Capodacqua, per le numerose scene interne ed esterne girate. Infatti la scena finale, la panoramica in montagna, riprende proprio il monte Vettore con l'anello dei Sibillini e la Piana di Castelluccio, che si trovano tra le province di Ascoli Piceno (Arquata), Perugia (Norcia) e Macerata (Visso). Altre scene sono state girate in Abruzzo a Campo Imperatore (L'Aquila). Alcune scene del film sono state girate anche ad Amatrice come per esempio tutto il servizio militare e la scena della caciotta da dare all'avvocato girata sotto il porticato del Comune di Amatrice a parte alcune scene come quella del cantato in osteria che in realtà era in casa della famiglia Gherardi di Iesi.

## Colonna sonora
Le musiche originali del film sono state composte da Carlo Rustichelli. La colonna sonora completa non è stata pubblicata in album. Alcuni brani sono però stati distribuiti in 45 giri. Esistono infatti due 7" pubblicati dall'etichetta discografica Clan Celentano:
- La ballata del pastore/Musiche originali tratte dal film Serafino, del 1968, contiene i brani La ballata del pastore, cantata da Pietro Germi (che nel film doppia nel canto l'attore Nazzareno Natale), e la strumentale Musiche originale tratte dal film Serafino;
- La storia di Serafino (1969), contiene il singolo La storia di Serafino/La pelle, con i brani entrambi cantati da Adriano Celentano.

La storia di Serafino gode inoltre di numerose cover non ufficiali, pubblicate da case discografiche minori e interpretate da turnisti anonimi. Tra le tante ad averne pubblicato un 7" figurano la Junior, la Fonola, la Combo Record e la GR.

## Distribuzione
Il film è stato distribuito dalla Cineriz il 17 dicembre 1968. Doppiaggio affidato alla CDC.

## Accoglienza

### Incassi
Il film fu il più visto in Italia dell'intera stagione 1968-69, con un introito economico di oltre tre miliardi di lire dell'epoca.
Serafino detiene ad oggi il trentunesimo posto nella classifica dei film italiani più visti di sempre con 10 529 941 spettatori paganti.

## Curiosità
Come già capitato precedentemente con il dolcevita, il titolo del film ha ribattezzato anche il capo di abbigliamento utilizzato dal protagonista durante il film.
Difatti con il termine serafino ci si riferisce anche a un tipo ben preciso di maglia contraddistinta da scollo arrotondato e bottoni.